# Raylib
Raylib (comúnmente estilizado como raylib) es una biblioteca de desarrollo de software de código abierto y multiplataforma. Es comúnmente empleada para crear videojuegos y aplicaciones de interfaz gráfica. Sus autores lo introducen como "una biblioteca secilla y fácil de usar para crear videojuegos."
La biblioteca está altamente inspirada por Borland BGI y por el XNA Framework. El código fuente está escrito en C (C99) y es distribuido bajo los términos de la licencia zlib/libpng, certificada por la Open Source Initiative. Es posible compilar Raylib a varias plataformas, incluyendo Windows, Linux, macOS, FreeBSD, Android, Raspberry Pi y HTML5.
Raylib posee bindings para más de 50 lenguajes de programación. No obstante, muchos de éstos no son estables. La biblioteca proporciona documentación tradicional, así como una guía con una lista de funciones y características y breves explicaciones sobre éstas.

## Historia
El desarrollo de Raylib inició en agosto de 2013 por Ramón Santamaría como apoyo a un curso de desarrollo de videojuegos, enfocándose en enseñar a estudiantes sin conocimientos previos de programación o artes. Durante el transcurso del curso, se avanzó en el desarrollo de la biblioteca, y en junio de 2014, Raylib empezó a mostrarse en eventos de desarrollo de videojuegos en Barcelona.
Raylib 1.0 fue lanzado en noviembre de 2013 y brindaba alrededor de 80 funciones para gestión de ventanas, entrada/salida de información, dibujado 2D y 3D de texturas y tipografías, gestión de carga de imágenes y gestión de audio. La primera versión de Raylib tuvo 8 versiones menores subsiguientes (de 1.1 a 1.8). Algunos de los cambios más notorios en estas versiones fueron soporte para Android, WebAssembly y Raspberry Pi, múltiples back ends OpenGL, soporte para realidad virtual y ejemplos de uso de la biblioteca.
Por último, Raylib 4.0 fue lanzado en noviembre de 2021, versión que introdujo una revisión completa de consistencia y coherencia, además de añadir un sistema de automatización de eventos y entre otras cosas. Ha sido la actualización más robusta a la fecha.

## Características
Raylib ofrece las características siguientes:
- Soporte para plataformas múltiples, incluyendo Windows, Linux, macOS, Raspberry Pi, Android y HTML5
- Soporte para OpenGL 1.1, 2.1, 3.3, 4.3 y OpenGL ES 2.0 como back ends
- Dibujado y carga de imágenes y textura
- Sistema de audio
- Operaciones matemáticas para vectores, matrices y cuaterniones
- Renderizado 2D y cámara
- Renderizado 3D y soporte para sombreadores
- Soporte para realidad virtual
- Soporte para modelos 3D
- Colección de más de 120 proyectos de ejemplo